# CR339 (Luxemburg)
De CR339 (Chemin Repris 339) is een verkeersroute in het noorden van Luxemburg tussen Clervaux (Station Clervaux/N18) en de Duitse grens bij Tintesmühle, waarna het verder gaat als de Duitse K148. De route heeft een lengte van ongeveer 13 kilometer.

## Routeverloop
De route begint op het kruispunt met de N18 en gaat direct met een viaduct over de spoorlijn Luxemburg - Troisvierges en de rivier Clerve. Hierna stijgt de route voor ongeveer 2 kilometer met meer dan 5% gemiddeld tot aan de kruising met de CR340. Vervolgens blijft de route qua hoogte ongeveer gelijk, met ten westen van Heinerscheid het hoogste punt van de route: 532 meter boven zeeniveau. Vanaf Kalborn daalt de weg over ongeveer 3 kilometer met gemiddeld 5,5% om de rivier de Our en tevens de landsgrens met Duitsland over te steken. In dit traject van 3 kilometer bevindt zich een haarspeldbocht.
De route begon tot in 1995 officieel bij het treinstation van Clervaux waarna het op de kruising met de N18 een 180 graden bocht maakte om daarna over het viaduct over de spoorlijn en de rivier de Clerve te gaan. In 1995 is dit stukje van ongeveer 150 meter bij het station zijn wegnnummer kwijt geraakt.

## Plaatsen langs de CR339
- Clervaux
- Urspelt
- Hupperdange
- Heinerscheid
- Kalborn
- Tintesmühle

## CR339a
De CR339a is een aftakkingsweg tussen Hupperdange en Grindhausen. De ongeveer 2 kilometer lange route takt in Hupperdange van de CR339 af en gaat door tot in de plaats Grindhausen. Hierbij wordt onderweg de CR376 gekruist.
CR101 ·
CR102 ·
CR103 ·
CR104 ·
CR105 ·
CR106 ·
CR107 ·
CR108 ·
CR109 ·
CR110 ·
CR111 ·
CR112 ·
CR113 ·
CR114 ·
CR115 ·
CR116 ·
CR117 ·
CR118 ·
CR119 ·
CR120 ·
CR121 ·
CR122 ·
CR123 ·
CR124 ·
CR125 ·
CR126 ·
CR127 ·
CR128 ·
CR129 ·
CR130 ·
CR131 ·
CR132 ·
CR133 ·
CR134 ·
CR135 ·
CR136 ·
CR137 ·
CR138 ·
CR139 ·
CR140 ·
CR141 ·
CR142 ·
CR143 ·
CR144 ·
CR145 ·
CR146 ·
CR147 ·
CR148 ·
CR149 ·
CR150 ·
CR151 ·
CR152 ·
CR153 ·
CR154 ·
CR155 ·
CR156 ·
CR157 ·
CR158 ·
CR159 ·
CR160 ·
CR161 ·
CR162 ·
CR163 ·
CR164 ·
CR165 ·
CR166 ·
CR167 ·
CR168 ·
CR169 ·
CR170 ·
CR171 ·
CR172 ·
CR173 ·
CR174 ·
CR175 ·
CR176 ·
CR177 ·
CR178 ·
CR179 ·
CR180 ·
CR181 ·
CR182 ·
CR183 ·
CR184 ·
CR185 ·
CR186 ·
CR187 ·
CR188 ·
CR189 ·
CR190
CR200 ·
CR201 ·
CR202 ·
CR203 ·
CR204 ·
CR205 ·
CR206 ·
CR207 ·
CR208 ·
CR210 ·
CR211 ·
CR212 ·
CR213 ·
CR215 ·
CR216 ·
CR217 ·
CR218 ·
CR219 ·
CR220 ·
CR221 ·
CR222 ·
CR223 ·
CR224 ·
CR225 ·
CR226 ·
CR227 ·
CR228 ·
CR229 ·
CR230 ·
CR231 ·
CR232 ·
CR233 ·
CR234
CR301 ·
CR302 ·
CR303 ·
CR304 ·
CR305 ·
CR306 ·
CR307 ·
CR308 ·
CR309 ·
CR310 ·
CR311 ·
CR312 ·
CR313 ·
CR314 ·
CR315 ·
CR316 ·
CR317 ·
CR318 ·
CR319 ·
CR320 ·
CR321 ·
CR322 ·
CR323 ·
CR324 ·
CR325 ·
CR326 ·
CR327 ·
CR328 ·
CR329 ·
CR330 ·
CR331 ·
CR332 ·
CR333 ·
CR334 ·
CR335 ·
CR336 ·
CR337 ·
CR338 ·
CR339 ·
CR340 ·
CR341 ·
CR342 ·
CR343 ·
CR344 ·
CR345 ·
CR346 ·
CR347 ·
CR348 ·
CR349 ·
CR350 ·
CR351 ·
CR352 ·
CR353 ·
CR354 ·
CR355 ·
CR356 ·
CR357 ·
CR358 ·
CR359 ·
CR360 ·
CR361 ·
CR362 ·
CR364 ·
CR365 ·
CR366 ·
CR367 ·
CR368 ·
CR369 ·
CR370 ·
CR371 ·
CR372 ·
CR373 ·
CR374 ·
CR375 ·
CR376 ·
CR377 ·
CR378 ·
CR379
Routes die cursief vermeld staan, zijn voormalige routes.